# Santi (álbum)
Santi es el segundo álbum de The Academy Is... lanzado el 2 y 3 de abril de 2007 por Fueled by Ramen

## Antecedentes
Aunque la música del nuevo disco ya estaba escrita, la banda grabó “Santi” con su nuevo integrante, álbum que fue producido por Butch Walker. El álbum salió a la venta el 3 de abril de 2007 y supuso el disco más exitoso hasta el momento. De este álbum se extrajeron los sencillos “We’ve Got a Big Mess on Our Hands”, “Everything We Had” y “Neighbors”. Durante el Warped Tour de ese año también se grabaron vídeos para el tema “Same Blood” y el b-side “40 Steps”.

## Título y orígenes
Título de trabajo del álbum era Chop Chop. El primer adelanto del álbum estuvo a cargo de Johnny Minardi de Snakes and Suits fame on el 26 de enero de 2007, una cuando se dio a la canción, "LAX a O'Hare" para Absolutepunk.net para streaming en su sitio. William Beckett ha explicado el origen de los santos y de cómo llegó a ser el título del álbum en la revista musical australiana Blunt en la historia siguiente:
"Adam y yo fuimos a la misma escuela secundaria, y no había este tipo llamado Josh Santiago que nos fuimos a la escuela con que estaba haciendo un proyecto en solitario en el momento, y yo estaba escuchando música diferente a la mayoría de la gente -. Cosas como El Get Up Kids, The Promise Ring y Jimmy Eat World -. y la gente no sólo no consiguieron mí o cómo era yo sé que este un individuo en particular, Josh Santiago, me dio un montón de tiempo, como reventado mis chuletas y me llamó malos nombres como "marica" y cosas de todos modos, que tenía una banda de covers de Dave Matthews llamado Santos, porque su nombre era Santiago y él es sólo ese tipo de persona Así que empezamos diciendo Santos como todo lo que no era él -.. todo Eso fue positivo, sólo porque era un mal tipo ya disponible ya disponible y una persona terrible. Así que empezamos diciendo santos como algo divertido o interesante, un poco como "Cheers" o nos dicen que como saludo, como, '¿Cuál es hasta, Santos? ' Sé que es una palabra que hemos estado utilizando durante mucho tiempo y cuando llegó el momento de nombrar el récord lo escuchamos y nos fuimos como, 'Santo!' - Tenía que ser siempre el nombre ".

## Lanzamiento y recepción
El primer sencillo del álbum fue "We've Got a Big Mess on Our Hands". La canción se estrenó el Q101 en Chicago alrededor de las 7:00 p. m. del 5 de febrero de 2007. La canción está ahora transmite desde la página PureVolume de la banda y está disponible en iTunes en los EE. UU. y Australia.
El segundo sencillo del álbum es "Neighbors", el video de los cuales está disponible para ver en YouTube.
El diseño de la portada fue lanzado a través del servicio de mensajería de texto Fueled by Ramen, el 5 de febrero.
El martes, 27 de marzo de 2007 MTV2.com comenzó la transmisión del álbum, lo que resulta en el álbum que estén disponibles para descargar en diferentes sitios de la piratería.
En su primera semana de ventas en los EE. UU., el álbum vendió 330.000 copias, debutando en el número 32 en el Billboard 200 y # 94 en el UK Albums Chart

## Éxito internacional
Con “Santi” bajo el brazo, la banda disfrutó de su mejor momento musical: por primera vez fueron cabeza de cartel en la gira Sleeping with Giants Tour, asistieron a diversos festivales y programas de música como “The Sauce” en el canal Fuse, “Dean’s List” en el canal MtvU… tocaron en directo en el programa de Jimmy Kimmel, etc. Ese mismo año ganaron un premio MtvU! en la categoría de Viral Woodie, para el que ya habían sido nominados con el álbum anterior, también fueron la portada principal de la revista Alternative Prees por delante de My Chemical Romance.

## Lista de canciones
1. Same Blood – 3:14
2. LAX to O'Hare – 3:36
3. We've Got a Big Mess on Our Hands – 3:26
4. Sleeping with Giants (Lifetime) – 3:36
5. Everything We Had – 3:38
6. Bulls in Brooklyn – 3:27
7. Neighbors – 3:10
8. Seed – 4:17
9. Chop Chop – 3:26
10. You Might Have Noticed – 3:22
11. Unexpected Places - 4:15

## Datos
- En el video Slow Down se muestra en el baterista Andy Mrotek un tatuaje que dice la palabra Santi.
- En la canción "Naked Peekaboo" hecho con los miembros de Gym Class Heroes, una voz en el fondo de la canción que susurra "Santi" en algunas partes.
- La Everything We Had se incluye en el soundtrack PS I Love You.
- En la canción Chop Chop al final de tambor se susurra la palabra Santi.

### Posiciones en las listas
| Listas          | Posición |
| --------------- | -------- |
| Billboard 200   | 31       |
| Rock Albums     | 7        |
| Digital Albums  | 32       |
| UK Albums Chart | 94       |

- Datos: Q1059050